# توسكومبيا
توسكومبيا (بالإنجليزية: Tuscumbia)‏ هي مدينة أمريكية تقع في ولاية ألاباما.تبلغ مساحة هذه المدينة 18.9 (كم²)،ويبلغ عدد سكانها 8423 نسمة حسب إحصاء سنة 2010 م.تشير الإحصاءات بأن الكثافة السكانية في هذه المدينة تقدر بـ(415.7) نسمة/كم2.

## التركيبة السكانية
حدّد مكتب تعداد الولايات المتحدة بيانات التركيبة السكانية لتوسكومبيا في تعداد الولايات المتحدة. في ما يلي، التركيبة السكانية حسب تعدادي 2000 و2010.

### تعداد عام 2000
بلغ عدد سكان توسكومبيا 7,856 نسمة بحسب تعداد عام 2000، وبلغ عدد الأسر 3,469 أسرة وعدد العائلات 2,200 عائلة مقيمة في المدينة. في حين سجلت الكثافة السكانية 327.3 نسمة لكل كيلومتر مربع (847.7/ميل2). وبلغ عدد الوحدات السكنية 3,801 وحدة بمتوسط كثافة قدره 158.4 لكل كيلومتر مربع (410.3/ميل2).
وتوزع التركيب العرقي للمدينة بنسبة 76.01% من البيض و22.51% من الأمريكيين الأفارقة و0.29% من الأمريكيين الأصليين و0.14% من الأمريكيين ذوي الأصول الآسيوية و0.20% من الأعراق الأخرى و0.85% من عرقين مختلطين أو أكثر و0.97% من الهسبانيون أو اللاتينيون من أي عرق.
بلغ عدد الأسر 3,469 أسرة كانت نسبة 28% منها لديها أطفال تحت سن الثامنة عشر تعيش معهم، وبلغت نسبة الأزواج القاطنين مع بعضهم البعض 46.2% من أصل المجموع الكلي للأسر، ونسبة 14% من الأسر كان لديها معيلات من الإناث دون وجود شريك، بينما كانت نسبة 3.2% من الأسر لديها معيلون من الذكور دون وجود شريكة وكانت نسبة 36.6% من غير العائلات. تألفت نسبة 34.5% من أصل جميع الأسر من عدة أفراد يعيشون في نفس المنزل ونسبة 17.5% كانت تتألف من شخص يعيش بمفرده يبلغ من العمر 65 عاماً أو أكثر. وبلغ متوسط حجم الأسرة المعيشية 2.19، أما متوسط حجم العائلات فبلغ 2.81.
بلغ العمر الوسطي للسكان 41.8 عاماً. وكانت نسبة 20.8% من القاطنين تحت سن الثامنة عشر، وكانت نسبة 8.2% بين الثامنة عشر والرابعة والعشرين عاماً، ونسبة 24.3% كانت واقعةً في الفئة العمرية ما بين الخامسة والعشرين والرابعة والأربعين عاماً، ونسبة 23.7% كانت ما بين الخامسة والأربعين والرابعة والستين، ونسبة 19.8% كانت ضمن فئة الخامسة والستين عاماً فما فوق. يوجد لكل 100 أنثى 84.3 ذكر، ويوجد لكل 100 أنثى في الثامنة عشر من عمرها فما فوق 79.2 ذكر.
بلغ متوسط دخل الأسرة في المدينة 27,793 دولارًا، أما متوسط دخل العائلة فبلغ 39,831 دولارًا. وكان متوسط دخل الذكور 32,159 دولارًا مقابل 18,860 دولارًا للإناث. وسجل دخل الفرد الخاص بالمدينة 18,302 دولارًا. وكانت نسبة 11.1% من العائلات ونسبة 15.1% من السكان تحت خط الفقر، وكان من هؤلاء نسبة 22.3% تحت سن الثامنة عشر ونسبة 14.7% في الخامسة والستين من العمر وما فوق.

### تعداد عام 2010
بلغ عدد سكان توسكومبيا 8,423 نسمة بحسب تعداد عام 2010، وبلغ عدد الأسر 3,704 أسرة وعدد العائلات 2,276 عائلة مقيمة في المدينة. في حين سجلت الكثافة السكانية 351 نسمة لكل كيلومتر مربع (909.1/ميل2). وبلغ عدد الوحدات السكنية 4,120 وحدة بمتوسط كثافة قدره 171.7 لكل كيلومتر مربع (444.7/ميل2).
وتوزع التركيب العرقي للمدينة بنسبة 75.91% من البيض و21.17% من الأمريكيين الأفارقة و0.39% من الأمريكيين الأصليين و0.33% من الأمريكيين ذوي الأصول الآسيوية و0.49% من الأعراق الأخرى و1.71% من عرقين مختلطين أو أكثر و1.38% من الهسبانيون أو اللاتينيون من أي عرق.
بلغ عدد الأسر 3,704 أسرة كانت نسبة 29.2% منها لديها أطفال تحت سن الثامنة عشر تعيش معهم، وبلغت نسبة الأزواج القاطنين مع بعضهم البعض 40.9% من أصل المجموع الكلي للأسر، ونسبة 16.5% من الأسر كان لديها معيلات من الإناث دون وجود شريك، بينما كانت نسبة 4.1% من الأسر لديها معيلون من الذكور دون وجود شريكة وكانت نسبة 38.6% من غير العائلات. تألفت نسبة 35.2% من أصل جميع الأسر من عدة أفراد يعيشون في نفس المنزل ونسبة 15.8% كانت تتألف من شخص يعيش بمفرده يبلغ من العمر 65 عاماً أو أكثر. وبلغ متوسط حجم الأسرة المعيشية 2.21، أما متوسط حجم العائلات فبلغ 2.83.
بلغ العمر الوسطي للسكان 41.5 عاماً. وكانت نسبة 21.6% من القاطنين تحت سن الثامنة عشر، وكانت نسبة 8.8% بين الثامنة عشر والرابعة والعشرين عاماً، ونسبة 23.8% كانت واقعةً في الفئة العمرية ما بين الخامسة والعشرين والرابعة والأربعين عاماً، ونسبة 25.9% كانت ما بين الخامسة والأربعين والرابعة والستين، ونسبة 19.9% كانت ضمن فئة الخامسة والستين عاماً فما فوق. وتوزع التركيب الجنسي للسكان بنسبة 45.9% ذكور و54.1% إناث.

## أعلام
- بيفرلي بارتون
- مارغريت بيليجريني
- روبرت بي. ليندسي
- ويلسون د. واتسون
- هيلين كيلر